# Hemimerydy
Hemimerydy (Hemimeridae) – rodzina skorków z podrzędu Neodermaptera, jedyna z nadrodziny Hemimeroidea. Obejmuje 2 rodzaje i 11 opisanych gatunków. Żyją na skórze i w norach wielkoszczurów i chomikoszczurów. Mają silnie spłaszczone ciała o bardzo krótkich, mocno zmodyfikowanych odnóżach. Są całkowicie bezskrzydłe i zupełnie ślepe. Występują w krainie etiopskiej.

## Taksonomia
Rodzina ta wprowadzona została w 1895 roku przez Davida Sharpa, wówczas jako monotypowa – z jednym rodzajem, Hemimerus, opisanym w 1872 roku przez Francisa Walkera. W 1879 Henri de Saussure umieścił te owady we własnym rzędzie Diploglossata, a Malcolm Burr w 1911 rodzinę Hemimeridae sklasyfikował w monotypowym podrzędzie Hemimerina w obrębie skorków. Karl Wilhelm Verhoeff w 1902 postąpił podobnie, ale nazwał podrząd Dermodermaptera. Richard Heymons w 1915 umieścił je natomiast w nadrodzinie Hemimeroidea. Większość autorów używała klasyfikacji w podrzędzie Hemimerina. W 1974 T.C. Maa wyróżnił w obrębie rodziny nowy rodzaj Araeomerus. Późniejsze analizy filogenetyczne wykazały, że podrząd Forficulina nie jest monofiletyczny, jeśli wyłączyć zeń Hemimeridae. Nowsze, bliższe filogenezie podziały skorków uwzględniają Neodermaptera jako jedyny ich podrząd współczesny. Rodzina Hemimeridae jest natomiast umieszczana w monotypowej nadrodzinie Hemimeroidea w obrębie infrarzędu Epidermaptera. Dotychczas opisano 11 gatunków z tej rodziny, zaliczanych do dwóch wymienionych wcześniej rodzajów.

## Opis
Skorki te z wyglądu przypominają karaczany. Mają silnie spłaszczone grzbietobrzusznie ciało o rzadko i dość nierównomiernie porośniętym szczecinkami oskórku. Głowa ich całkowicie pozbawiona jest oczu. Krótsze niż ⅓ długości ciała czułki zbudowane są u dorosłych z 11 członów, z których te należące do biczyka mają po dwa pólka porów zmysłowych każdy. Narządy gębowe cechują się obecnością trzech szeroko rozstawionych zębów na każdej żuwaczce: wierzchołkowego, przedwierzchołkowego i pośrodkowego oraz żuwkami wewnętrznymi zaopatrzonymi w 4 zęby szczytowe.
Przedtułów ma małe przetchlinki. Pokrywy jak i skrzydła tylnej pary są całkowicie zanikłe. Tergity (nota) tułowia mają boczne rozszerzenia, na spodzie których znajdują się rynienki, w które wchodzą w spoczynku czułki. Bardzo krótkie, przysadziste odnóża mają liczne modyfikacje, w tym wykrojone wierzchołkowe części grzbietowych powierzchni goleni oraz duże błoniaste poduszeczki pod stopami.
Odwłok u obu płci pozbawiony jest metapygidium i ma podobnej budowy, smukłe, prawie proste, prawie walcowate w przekroju, owłosione przysadki odwłokowe. Odwłok samicy ma tergity ósmy i dziewiąty mocno zredukowane, nakryte tergitem siódmym oraz mocno zredukowane sternity ósmy i dziewiąty, nakryte sternitem siódmym, który ku tyłowi wydłużony jest w szeroki płat środkowy. Paraprokt u samicy jest dobrze oddzielony od dziesiątego tergitu, natomiast u samca może być z nim częściowo zespolony. Pygidium samca jest wąsko zaokrąglone z tyłu. Asymetryczny dziewiąty sternit samca oddzielony jest od manubrium. Narządy genitalne samca cechują duże, silnie asymetryczne (lewa znacznie dłuższa i silniej zakrzywiona), mocno zesklerotyzowane paramery, błoniasty przewód wytryskowy oraz rozwidlony u szczytu, na spodzie zaopatrzony w płytkę między paramerami, ale pozbawiony sklerytów endofallicznych woreczek prepucjalny.

## Biologia i ekologia
Przedstawiciele rodziny są związani z gryzoniami z podrodziny wielkoszczurów: Araeomerus z chomikoszczurami (Beamys), a Hemimerus z wielkoszczurami (Cricetomys). Przedstawicieli Hemimerus znajdowano na skórze wielkoszczurów leśnych i różnych podgatunkach wielkoszczura gambijskiego, często w dużych ilościach: raz pozyskano około setki osobników z jednego wielkoszczura, innym razem około 250 osobników z 8 wielkoszczurów. Ich relację określa się w literaturze jako pasożytnictwo zewnętrzne lub komensalizm. Nie jest jasne, czy skorki żerują na naskórku gryzoni, czy na występujących na nim grzybach, czy może na jednym i drugim. Ponadto przedstawiciele tego rodzaju znajdowani byli sporadycznie także poza ciałami gospodarzy, np. pod butwiejącym drewnem i na nogach świni. Przedstawicieli rodzaju Araeomerus znajdowano na ciele Beamys hindei oraz w komorach z zapasami jedzenia, znajdujących się w norach Beamys major. Przypuszcza się, że występują w mniejszych zagęszczeniach niż Hemimerus, a w ich diecie większy jest udział materii organicznej. Możliwe, że przedstawiciele Hemimeridae związani są również z trzecim rodzajem wielkoszczurów: torbomyszą (Saccostomus), jednak dotychczas ich nań nie stwierdzono.
Wszystkie Hemimerydy są żyworodne. W rozwoju pozazarodkowym występują cztery stadia larwalne (nimfy), różniące się od stadium dorosłego m.in. rozmiarami oraz liczbą członów czułków – u Hemimerus w stadium I członów jest 8, a w stadiach II–IV jest ich 10. Występujący u nich sposób rozwoju określany jest jako hipomorfoza.

## Rozprzestrzenienie
Skorki te występują wyłącznie w krainie etiopskiej (Afryce Subsaharyjskiej). Dotychczas stwierdzone zostały w Angoli, Beninie, Burundi, Demokratycznej Republiki Konga, Gwinei, Gwinei Bissau, Gwinei Równikowej, Ghanie, Kamerunie, Kenii, Liberii, Nigerii, Malawi, Mozambiku, Republice Środkowoafrykańskiej, Sierra Leone, Tanzanii, Togo, Ugandzie, na Wybrzeżu Kości Słoniowej i w Zimbabwe.
Największą różnorodność gatunkową osiągają w górach w okolicy Jeziora Wiktorii, Tanganiki i Niasy. W większości krajów stwierdzono pojedyncze gatunki. Najwięcej, bo 4, wykazano z Nigerii, natomiast po 3 z DR Konga, Kenii, Malawi, Mozambiku i Tanzanii, a 2 z Ugandy. Stosunkowo szerokie zasięgi mają tylko 4 gatunki: Hemimerus hanseni, Hemimerus talpoides, Hemimerus sessor i Hemimerus bouvieri.